# Галево
Га́лево (рос. Галево) — село у Воткінському районі Удмуртії, Росія.
Населення становить 3 особи (2010, 2 у 2002).
Національний склад (2002):
- росіяни — 100 %

Урбаноніми:
- вулиці — Берегова, Верхня, Дачна, Зелена, Клубна, Ставкова

Село розташоване на березі Воткінського водосховища, берег якого використовується для відпочинку. Тут збудовано БВ «Камські далі».